# Антон Кріхан

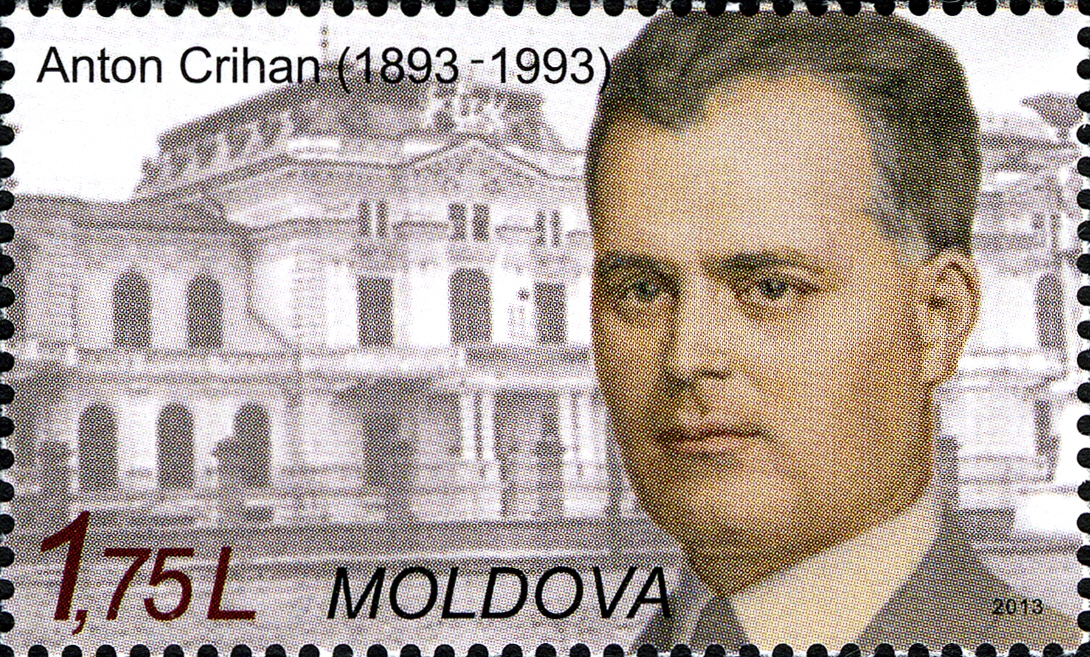
Марка Молдови, присвячена Антону Кріхану, 2013

Антон Кріхан (рум. Anton Crihan, 10 липня 1893 Синжерея — 9 січня 1993, Сент-Луїс, штат Міссурі, США) — бессарабський політичний і громадський діяч, економіст, публіцист, професор.

## Біографія
Закінчив Одеський університет.
Був обраний членом молдовського парламенту в 1916. У 1917-1918 — член Сфатул Церій, який проголосив Молдовську Народну Республіку, а потім, з 9 квітня 1918 Молдовську Демократичну Республіку і визнав приєднання Бессарабії до Румунії.
Брав активну участь в політичному житті Румунського королівства. Домагався запровадження конституційної монархії. Здобувши освіту економіста, був членом ЦК Національної селянської партії.
Пізніше кілька разів обирався депутатом румунського парламенту, був міністром сільського господарства в уряді Румунії.
Після Другої світової війни, коли Молдова була приєднана до СССР, Кріхан пішки перетнув кордон з Югославією і емігрував до США в 1949, де читав лекції і писав статті та книги, відстоюючи возз'єднання Молдови і Румунії.
Деякий час викладав історію та літературу в Сорбонні.
Помер в Сент-Луїсі в похилому віці від раку. Згідно з його останньою волею, був похований на батьківщині поруч з могилою матері на Центральному (Вірменському) кладовищі в Кишиневі.

## Вибрані праці
- Capitalul străin în Rusia (1915)
- Chestiunea agrară în Basarabia (1917)
- Cum s'a facut unirea Basarabiei cu România (1969)
- O scrisoare catre Generalul C. Petre-Lazar (1976)
- Romanian Rights to Bessarabia According to Certain Russian Sources (1986)

## Нагороди
- Орден Зірки Румунії;
- Орден Фердинанда І;

## Пам'ять
- Іменем останнього депутата парламенту Молдовської демократичної республіки Антона Кріхана названа одна з вулиць Кишинева.
- У 2013 пошта Молдови випустила марку, присвячену Кріхану.